# Fanale (veicoli stradali)
I fanali sono dispositivi atti a generare un fascio luminoso di segnalazione o per l'illuminazione sui veicoli di trasporto; generalmente sono denominati anche come fari, proiettori o gruppi ottici.

## Fanali automobilistici

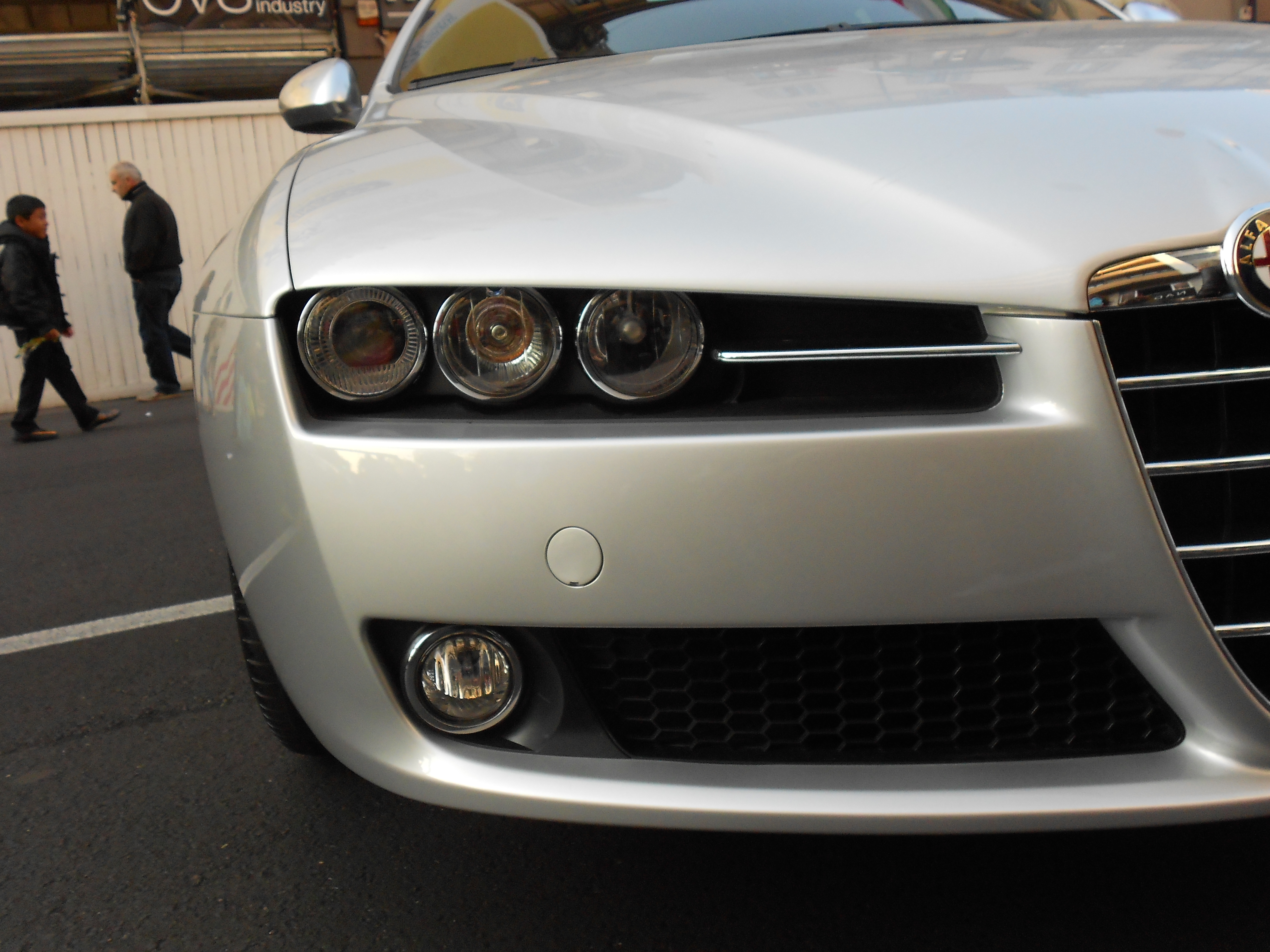
Il gruppo ottico anteriore di un'Alfa Romeo 159, esempio di fanali non carenati; notare in alto da sinistra il faro anabbagliante, di posizione e indicatore di direzione, abbagliante e in basso fendinebbia

Per gli autoveicoli e per gli altri veicoli ammessi al trasporto su strada, i fanali servono sia per segnalare la propria presenza sulla strada, sia per rendere visibile al conducente la sede stradale.
I fanali possono essere alimentati da luci a incandescenza, allo xeno, LED o laser. Il laser, particolarmente adatto per i fari fendinebbia, offre una luce monocromatica, cioè ad un'unica lunghezza d'onda, ad alta efficienza, e con oscillazioni sincrone, che forniscono un fascio di raggi luminosi quasi paralleli, da un'elevata luminanza, mille volte più intensi delle tradizionali unità LED.
Ogni modello di autovettura, o motociclo, ha un tipo di attacco specifico per le lampadine. I tipi di attacchi più comuni sono gli H1, H4 e H7.

### Tipi di fanale automobilistico

#### Obbligatori

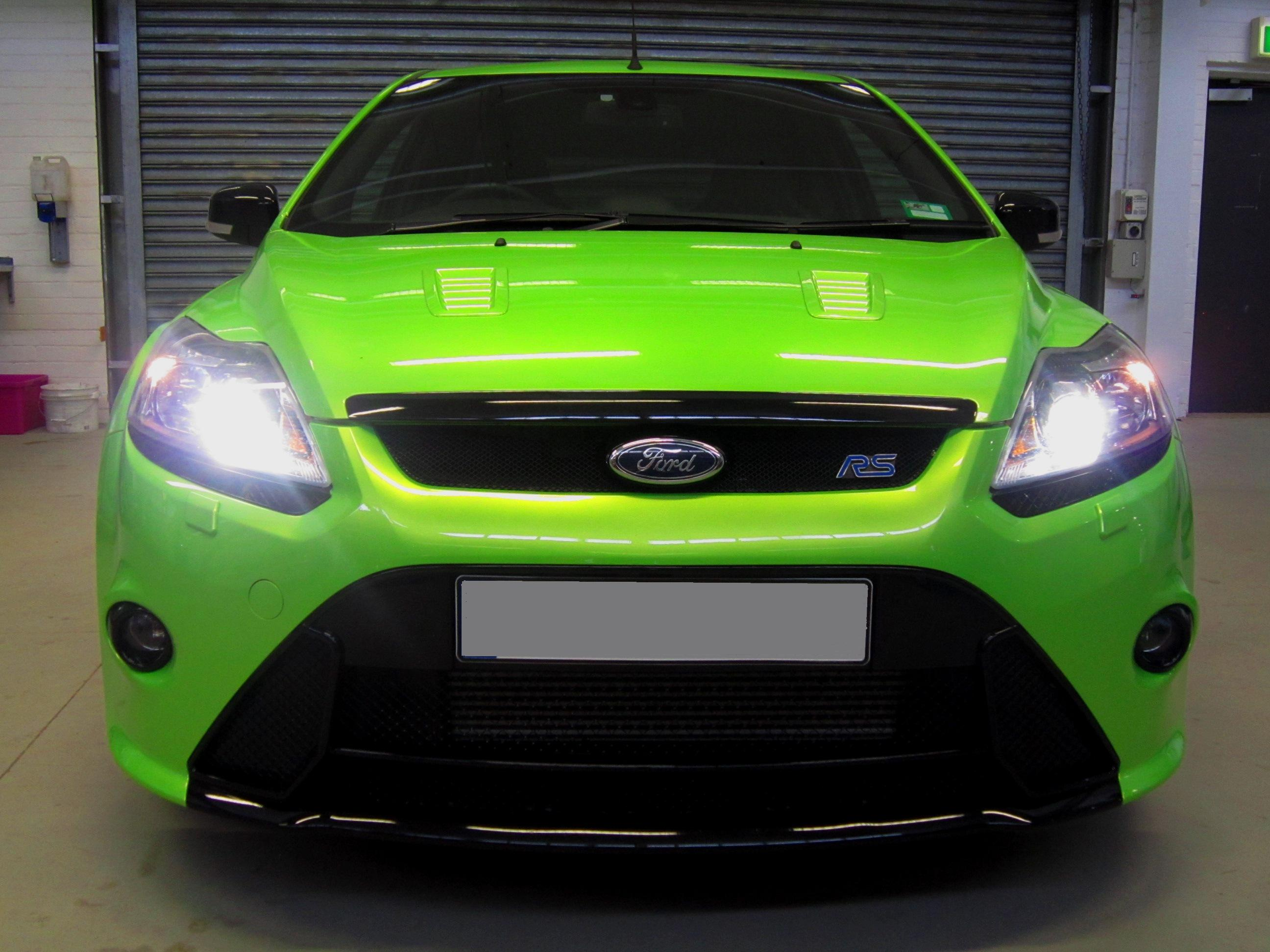
Dettaglio della fanaleria anteriore carenata di una Ford Focus RS; notare lo schema dei fari dall'esterno verso l'interno nell'ordine: posizione (acceso), abbagliante, anabbagliante (acceso) e indicatore di direzione con faro fendinebbia posto in basso

I dispositivi che devono essere presenti per consentire la circolazione pubblica nella maggior parte degli stati per obbligo di legge sono:
- Luce di posizione: di colore bianco o giallo anteriormente, rosso posteriormente e arancione lateralmente. Non è molto potente ma è comunque importante per segnalare la propria presenza sulla strada. È indicata da una spia verde sul quadro strumenti.
- Proiettore anabbagliante: di colore bianco o giallo. È il tipo di faro maggiormente utilizzato per la visione della strada di notte. Nell'Unione europea l'accensione diurna dei fari anabbaglianti è obbligatoria solo in Italia, Danimarca, Svezia, Finlandia e in alcuni paesi dell'Europa orientale. Deve illuminare almeno 10 m di strada.

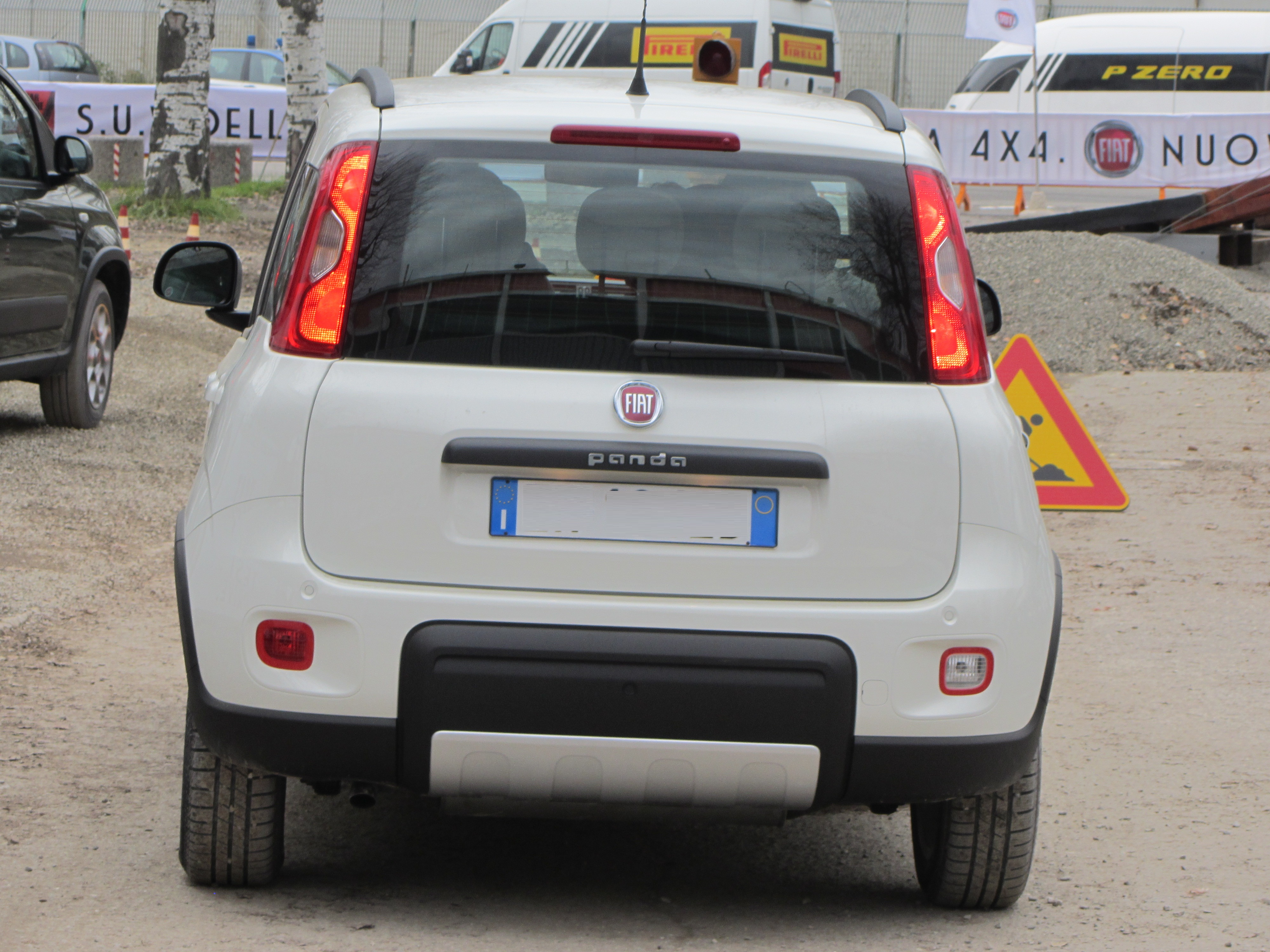
Esempio della fanaleria posteriore di una Fiat Panda 4x4; notare in alto lo stop a LED centrale, i fari di posizione posti ai lati del lunotto nel cui centro è presente l'indicatore di direzione e in basso le luci retronebbia a sinistra e di retromarcia a destra contornati dai catarifrangenti

- Proiettore di profondità (cosiddetto Abbagliante): di colore bianco o giallo. Generalmente non presenti sui ciclomotori, questi fari creano una luce forte e diffusa che illumina a grande distanza la strada. Data la sua intensità ne è vietato l'uso nei centri abitati e in presenza di altri veicoli, in quanto può abbagliare i conducenti. È possibile utilizzarlo su strade extraurbane sgombre, lampeggiando come richiamo agli altri utenti (in alternativa si suona il clacson). È indicato da una spia blu.
- Luce di stop: fanale posteriore di colore rosso, più luminoso delle luci di posizione, per la segnalazione dell'azionamento dei freni.
- Proiettore di retromarcia, dispositivo atto a illuminare la porzione di strada posteriore al veicolo in caso di guida in retromarcia ed a segnalare ad altri veicoli che si sta per procedere in retromarcia. Generalmente di colore bianco, è di solito assente nei motocicli.
- Indicatore luminoso di direzione a luci intermittenti (cosiddetta freccia), luce intermittente presente in posizione frontale e posteriore, in molti Paesi (Italia compresa) viene ripetuta anche lateralmente; è generalmente di colore arancione, ma in alcuni casi (auto antiche o immatricolate negli Stati Uniti) può essere bianca, se anteriore, o rossa, se posteriore.
- Luce posteriore per nebbia (cosiddetta Retronebbia), dispositivo singolo o doppio, atto ad aumentare la propria visibilità ai mezzi che sopraggiungono, da utilizzare solamente in caso di forte nebbia, di pioggia intensa o di fitta nevicata in atto. È obbligatorio su tutti i veicoli di nuova immatricolazione in molti Paesi europei (Italia inclusa), in America del Nord è facoltativo e scarsamente diffuso.
- Luce della targa: serve a illuminare la targa posteriore per renderla più visibile. Viene accesa con le luci di posizione.

#### Ausiliari
I dispositivi che possono non essere presenti in quanto non obbligatori per legge sono:
- Proiettori Fendinebbia (optional molto frequente), dispositivi che permettono di migliorare la visibilità in caso di nebbia, foschia, piogge intense, fitte nevicate. Di giorno possono essere usati nei casi precedentemente indicati in alternativa ai proiettori anabbaglianti. È obbligatorio il loro uso in caso di nebbia se presenti sul veicolo.
- Luci di parcheggio, dispositivi che segnalano una sosta in una posizione pericolosa, se non sono presenti vengono sostituiti dalle luci di posizione e devono usarsi obbligatoriamente se il veicolo è posizionato al buio sul margine o dentro la carreggiata fuori dal centro abitato. Inoltre sono dispositivi che possono essere utilizzati per varie ore visto il loro poco assorbimento di corrente e quindi scarso pericolo che si scarichi la batteria del veicolo.
- Luci d'angolo, usate per fornire illuminazione supplementare a quella parte della strada situata in prossimità dell'angolo anteriore del veicolo dal lato presso il quale esso è in procinto di curvare.
- Proiettore di svolta, illuminazione destinata a fornire una migliore illuminazione in curva, che può essere espletata per mezzo di dispositivi aggiuntivi che si accendono temporaneamente o mediante modificazione della distribuzione luminosa del proiettore anabbagliante.
- Luci di marcia diurna (cosiddette Luci diurne o DRL), anteriormente possono sostituire gli anabbaglianti o le luci di posizione nella marcia diurna e visibilità ottimale all'interno del centro abitato e sono omologate secondo la direttiva ECE R87. A partire dal 2011 le luci di marcia diurna sono obbligatorie su tutti i nuovi autoveicoli dell'Unione europea; dal 2012 sono obbligatorie anche su autocarri e autobus di nuova immatricolazione (comunque i proiettori anabbaglianti e luci di posizione vanno usati obbligatoriamente da mezz'ora dopo il tramonto del sole a mezz'ora prima del suo sorgere ed anche di giorno nelle gallerie, in caso di nebbia, di caduta di neve, di forte pioggia e in ogni altro caso di scarsa visibilità)[2][3]. Tali luci possono essere anche installate successivamente su veicoli non originariamente muniti[4], ma richiede l'aggiornamento della carta di circolazione[5].

### Posizionamento
Il fanale è posto:
- Anteriormente per quanto riguarda la funzione abbagliante, anabbagliante, fendinebbia e di posizione anteriore, queste luci sono di colore neutro
- Posteriormente per la posizione posteriore, il retronebbia e la luce di stop, queste luci sono di colore rosso
- Lateralmente per quanto riguarda le luci di posizione laterali e i ripetitori degli indicatori di direzione, queste luci sono solitamente di colore arancione.

### Illuminazione
L'illuminazione dei vari fanali può essere:
- Simmetrica sistema che era usato in passato per la maggior parte dei diversi fanali presenti sull'auto, dove il fascio luminoso è uguale su entrambi i lati
- Asimmetrico soluzione usata oggigiorno sui fari d'illuminazione anteriore e dove si ha il lato opposto a quello della guida più illuminato rispetto al lato della carreggiata opposta
- Adattativa il fascio luminoso si modifica dinamicamente in base ai veicoli presenti sulla strada, in modo da poter illuminare la maggiore porzione possibile di strada senza abbagliare gli altri guidatori.

### Sottotipi
I fanali sono:
- Singoli come nel caso di alcune motociclette
- Sdoppiato come nel caso tipico delle automobili, dove si hanno due fanali per la stessa funzione.
- Diviso si tratta o di un fanale gemellato, quindi due o più fanali vincolati tra loro o si ha un fanale singolo, ma con un adesivo o copertura plastica applicata sopra, che dà l'impressione di avere due fanali.

Inoltre può essere:
- Monofunzione, si ha un fanale per luce
- Plurifunzione, integrano più funzioni, come luci di posizione, anabbaglianti e abbaglianti, oppure luci di posizione, luce di stop, di retromarcia e retronebbia

Possono essere creati per essere:
- Scoperti i fanali sono sempre visibili e si dividono in:
  - Carenati, sono inglobati nella carenatura del mezzo e protetti da un vetro
  - Scarenati, si trattano di fanali che non sono protetti e possono essere toccati facilmente, i quali possono essere conformati in modo da seguire la linea del mezzo o avere una forma propria e omogenea
- A scomparsa i fanali si chiudono nascondendosi nel cofano e ricompaiono nel caso vengano utilizzati

La tecnica di proiezione del faro può essere:
- Parabolica, la direttività della luce emessa dalla lampadina viene regolata dalla lente parabolica ed eventualmente corretta dal vetrino anteriore del faro che in questo caso assume la funzione simile alla lente di Fresnel
- Lenticolare, davanti alla lampadina è posizionata una lente che per ultima regola la forma del fascio luminoso

### Regolazioni
Le regolazioni dei fanali sono:
- Inclinazione, regolazione presente su qualsiasi mezzo provvisto di fanale
- Convergenza, regolazione presente solo su fanali sdoppiati e scollegati tra loro
- Rotazione, regolazione presente solo su alcuni fanali sdoppiati e scollegati tra loro

Queste regolazioni possono avvenire tramite:
- Una vite
- Manopola
- Ingranaggio dentato

### Accorgimenti
- Regolazione dall'abitacolo tramite un comando nell'abitacolo è possibile regolare l'inclinazione dei fanali (cioè l'altezza del fascio luminoso)
- Lavafari
- Tergifari
- Telaio proteggifari, su mezzi da fuoristrada o da lavoro può essere presente una piccola intelaiatura di protezione
- Palpebre ausili estetici, che possono essere posti sia superiormente che inferiormente al faro, in modo da ridurre l'esposizione della lente del fanale e/o diminuire l'abbagliamento da parte del faro.
- Fari attivi (o adattivi o girevoli): seguono l'angolo di sterzata delle ruote, illuminando una porzione maggiore della carreggiata, il primo faro con queste caratteristiche fu utilizzato sulla Citroën DS (2ª serie) con un sistema completamente meccanico ed estremamente economico[7] e ancor prima dalla Garanzini con la "Tipo Unico". Soluzioni del terzo millennio prevedono anche adeguamenti sulla profondità e altre regolazioni dinamiche alle condizioni atmosferiche, di luminosità e di marcia, grazie ad un pilotaggio a microprocessore sulla base delle informazioni sempre aggiornate fornite dal sensore dell'angolo di sterzata, assetto e di velocità.

## Centrafari

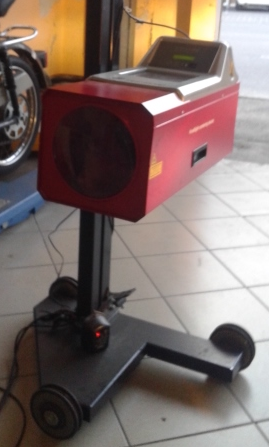
Centrafari

Per eseguire la verifica della corretta disposizione del fascio luminoso, ai sensi del codice della strada, si utilizza l'apparecchiatura controllo fari, nel gergo centrafari, previsto per legge. Questo strumento ottico, omologato e tarato, è utilizzata presso le officine di autoriparazioni, gli elettrauti ma, soprattutto, dai centri di revisione per il relativo controllo obbligatorio. Tramite il centrafari si può effettuare la regolazione dei fari (altezza verticale e orientamento orizzontale) in maniera rigorosa e soprattutto conforme alle norme.

## Spie abitacolo
Lo stato dei fari è segnalato nell'abitacolo da spie dedicate che seguono uno standard ISO ben definito, sia nel colore che nella forma.
|                        |                         |                       |                  |                  |
| Spia luci di posizione | Spia luci anabbaglianti | Spia luci abbaglianti | Spia fendinebbia | Spia retronebbia |

## Tecnologie d'illuminazione
Per i fanali si possono utilizzare varie tecnologie:
- Lampadine ad incandescenza, lampadine tradizionali, poco efficienti e con un fascio luminoso spostato al giallo.
- Lampadine alogene, lampadine tradizionali dall'efficienza di molto maggiore rispetto alle lampadine tradizionali grazie al gas ivi contenuto al posto del vuoto, la loro efficienza energetica si attesta sul 3%.
- Lampadine xeno, permettono la generazione di luce bianchissima, ma richiede un sistema di controllo dell'arco elettrico generato nella lampadina, hanno un'efficienza energetica di circa il 7%.
- LED, emettono una luce puntiforme non continua, infatti alterna una fase di accensione di 10 millisecondi ad una in cui è spenta per 30, i circuiti che la gestiscono emettono molto calore, arrivando anche oltre i 130 °C, hanno un'efficienza energetica di circa il 25%.
- OLED, rispetto ai led hanno un'illuminazione diffusa e vengono utilizzati per indicatori di direzione e freni.
- Laser, generalmente usati su sistemi adattativi, permette un ottimo controllo del fascio luminoso e della sua potenza.

## Materiali e problemi lente fanale
Il fanale anteriormente viene chiuso da uno schermo trasparente, che s'integra con la linea dell'auto, questo schermo può essere realizzato in:
- Vetro temprato
- Policarbonato rivestito con un trattamento protettivo trasparente

Questi due materiali si differenziano per caratteristiche fisiche e di conseguenza nelle loro prestazioni e problematiche, il vetro è più trasparente, ma decisamente pesante e costoso, il policarbonato è leggero, economico, ma tende ad ingiallirsi ed opacizzarsi. Una causa di ingiallimento del policarbonato sono i raggi ultravioletti del sole e delle lampade alogene. Alcuni produttori hanno applicato un filtro UV sulla lampada, indicando questa caratteristica con la sigla U, come in H7U.